# وودیانوی

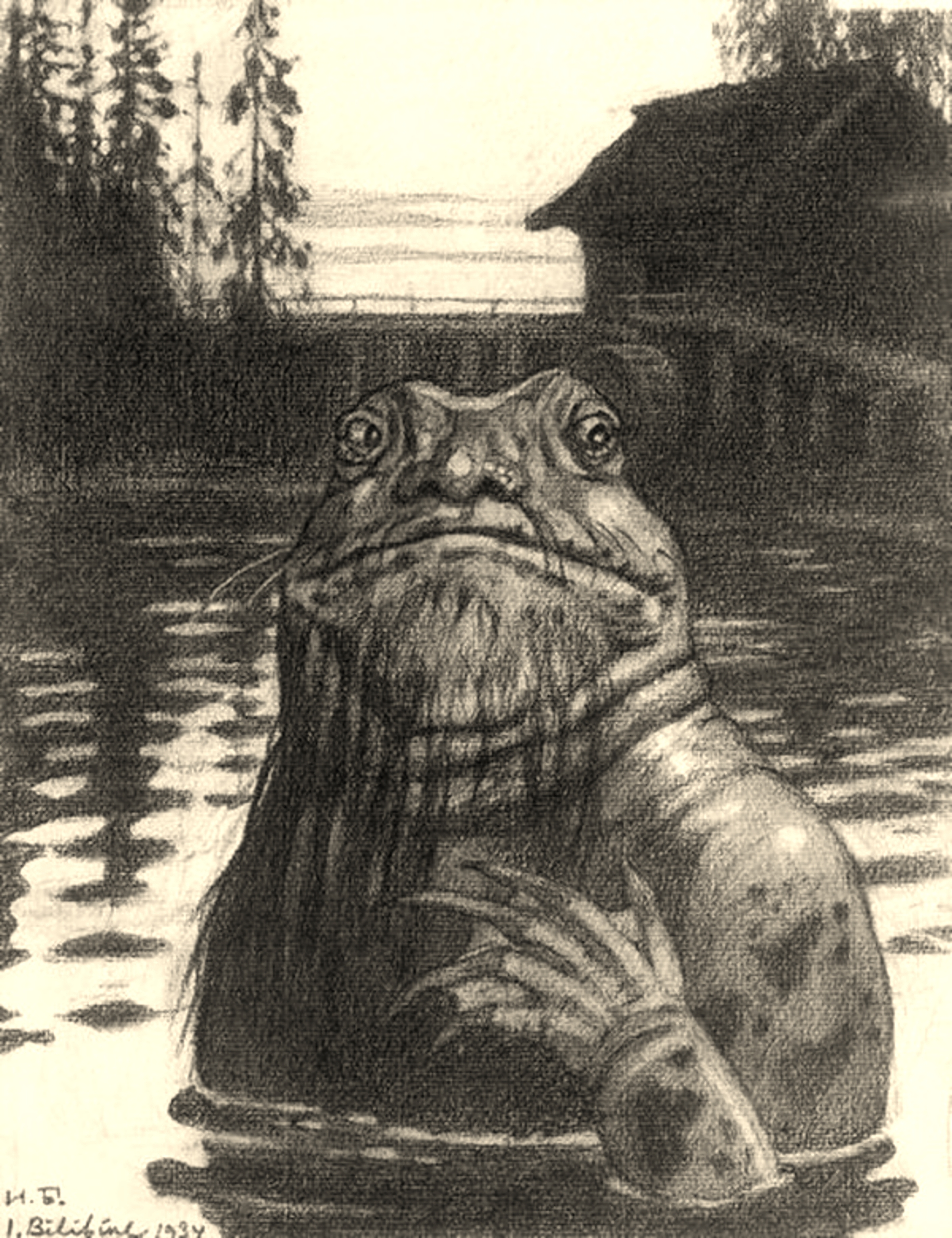
وودیانوی اثر ایوان بیلیبین، ۱۹۳۴.

وودیانوی (به روسی: водяно́й) در اساطیر اسلاو، روح آبی مذکر و احتمالاً بدکنش‌ترین روح محلی که هدف اصلی آن غرق کردن انسان‌ها و حیوانات است. او تغییر چهره دهنده‌ای مقتدر بود که می‌توانست به صورت یک حیوان، پرنده یا ماهی و نیز اشیاء بی‌جان در آید، و از روی درخت در مقابل پای آبتنی کننده بی‌خبر بیفتد. اعتقاد بر این است که او کسانی را که در اوقات نامناسب از قبیل نیمروز (ساعت ۱۲)، پس از غروب آفتاب و نیمه شب، یا بیرون آوردن صلیب از گردن قبل از ورود به آب، شنا می‌کردند را در معرض غرق شدن قرار می‌داد. نه تنها ماهیگیران که برای تأمین معاش خود روانهٔ آب‌ها می‌شدند به دست او غرق می‌شدند، بلکه شکارچیانی که در جنگل به شکار می‌رفتند در معرض خطر گرفتار شدن به دست «بولوتنیک» قرار داشتند که از خویشاوندان نزدیک وودیانوی بود. برخی بر این باورند که غرق شدن افراد محلی، کار وودیانوی یا روسالکا است.
ظاهر وودیانوی به پیر مردی برهنه و زشت با چهره‌ای قورباغه مانند، سری کچل، شکمی بزرگ، بدنی پشمالو و پوشیده از جلبک، پنجه‌های پرده‌دار به جای دست، دمی ماهی‌وار، پوستی فلس‌دار و موها و ریشی بلند و گوریده شباهت داشت. او بر روی خشکی دارای قدرت کمی بودند، اما در عنصر طبیعی خود یعنی آب، بسیار قدرتمند بود. اعتقاد بر این است که او در طول زمستان غیر فعال است. در فصل بهار که او در فاصلهٔ عیدهای تجلی و پاک زیر یخ‌ها آرام گرفته بود، گرسنه و خشمگین بیدار می‌شد و یخ‌ها را در هم می‌شکست. به این دلیل بود که تا پایان هفتهٔ عید تثلیث شنا کردن توصیه نمی‌شد. او از ویران نمودن چرخ آسیاب لذت می‌برد، اما زمانی که خلق و خوی مهربان داشت، ماهی‌ها را به سمت تور ماهیگیران هدایت می‌کرد و به آن‌ها دربارهٔ سیل هشدار می‌داد.